# Third Culture Kid
Als Third Culture Kids (TCKs) oder Drittkulturkinder werden Menschen bezeichnet, die in einer anderen Kultur aufgewachsen sind als ihre Eltern oder während ihrer Kindheit und Jugend oft umgezogen sind und dabei die Kultur gewechselt haben. Dadurch weisen sie besondere Charaktermerkmale und bestimmte Prägungen auf. Bleiben diese Merkmale auch im Erwachsenenalter erhalten, so spricht man von Adult Third Culture Kids (ATCK).
Der Begriff Third Culture wurde von den Soziologen Ruth Hill Useem und John Useem eingeführt. Bei der Forschung über die Situation von US-Amerikanern und anderen Ausländern in Indien stellten sie fest, dass diese untereinander eine Art neue Kultur bilden, die Teile aus der umgebenden (indischen) Kultur und Teile der Herkunftskultur (US-amerikanisch) enthält und daher keiner von beiden gleicht. Es sei somit eine Drittkultur. Dieses Konzept erwies sich in anderen Forschungskontexten als hilfreich. Man stellte fest, dass sich Menschen im Ausland sehr gut mit Ausländern aus wieder anderen Kulturen verstanden, und führte dies darauf zurück, dass sie ebendiese Drittkultur verbindet. Das TCK übernehme Elemente aus verschiedenen Kulturen, fühle sich aber meist keiner Kultur ganz zugehörig.
TCKs sind meistens Kinder von Missionaren, Diplomaten, entsandten Mitarbeitern globaler Unternehmen, Entwicklungshelfern, Lehrern, Medienvertretern oder Militärbediensteten. Die minimale Zeitdauer, die ein Kind in verschiedenen Kulturen verbringen muss, um die typischen Merkmale eines TCKs aufzuweisen, ist nicht genau festgelegt und hängt von verschiedenen Faktoren ab: Alter, Ort, Tätigkeit der Eltern, Erziehung, Freunde, Schule und weitere.

## Merkmale des Drittkultur-Kind-Profils

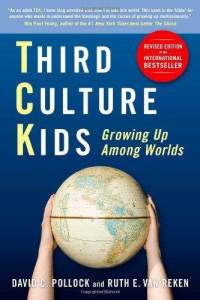
Buch über Third Culture Kids von David Pollock und Ruth van Reken.

Im Folgenden wird ein stark verallgemeinertes Bild einer typischen Drittkultur-Kind-Persönlichkeit beschrieben, wie es hauptsächlich von David Pollock und Ruth van Reken dargestellt wird.

### Interkulturelle Erfahrungen
Drittkulturkinder sehen und interpretieren ihre Umgebung oft anders als Nicht-TCKs, weil sie oft mehrere verschiedene Kulturen, Religionen, Weltanschauungen und Überzeugungen kennengelernt haben. Auf viele Menschen machen TCKs daher einen interessierten und kosmopolitischen Eindruck, von anderen werden sie aber auch als besserwisserisch und arrogant wahrgenommen. Studien zeigen, dass Drittkulturkinder überdurchschnittlich häufig Hochschulabschlüsse erlangen.

### Anpassungsfähigkeit
Third Culture Kids besitzen oft die Fähigkeit, sich in verschiedenen Kulturen leichter als andere Menschen zurechtzufinden, weil sie in ihrer Kindheit die Möglichkeit hatten, eine große Vielfalt kultureller Verhaltensweisen zu beobachten. Viele Drittkulturkinder haben gelernt, sich schnell auf neue Situationen und Kulturen einzustellen, wodurch es ihnen leichter fällt, sich anzupassen und sich in die Menschen, die in einer Kultur leben, hineinzufühlen. Vielen Drittkulturkindern fällt es deshalb auch oft leichter, auf fremde Menschen zuzugehen und Kontakte zu knüpfen. Diese Fähigkeiten können für erwachsene TCKs in internationalen oder interkulturellen Berufen von großem Nutzen und Vorteil sein.

### Wurzellosigkeit
Viele Drittkulturkinder berichten von einem Gefühl der Wurzellosigkeit, da sie auf die Frage Woher kommst du? keine einfache Antwort wissen. Weil sie oft umziehen, haben sie nie die Möglichkeit gehabt, eine tiefere Bindung zu einem Ort aufzubauen und sich dort wirklich zuhause zu fühlen. Manchmal wird diese Frage mit Beziehungen zu bestimmten Menschen beantwortet.
Wurzellosigkeit kann die Suche nach der eigenen Identität erschweren, man spricht daher auch von einer „verlängerten Jugend“ der Drittkulturkinder.
Auch die Rastlosigkeit spielt eine große Rolle im TCK-Profil. Nachdem sie so oft umgezogen sind und viele Veränderungen erlebt haben, entwickeln Third Culture Kids einen „Migrationsinstinkt“, der ihr Leben bestimmt. Viele Drittkulturkinder ziehen auch als Erwachsene überdurchschnittlich oft um, auch in unbekannte Kulturen. Ein anderer Begriff für diese Gruppe lautet daher auch Global Nomads oder – unter Hervorhebung der technologischen Grundlage ihres Lebensstils – Digitale Nomaden.

### Beziehungsgestaltung
Das Leben als Third Culture Kids und die damit verbundene hohe Mobilität hat spezielle Auswirkungen auf das Beziehungsmuster der Drittkulturkinder. Wiederholte Trennungen während der Kindheit lassen eine Anzahl von Third Culture Kids dazu neigen, sehr schnell tiefere Beziehungen zu knüpfen – vielleicht, weil sie gelernt haben, dass man nicht viel Zeit dazu hat. Andere Drittkulturkinder sind sehr zögerlich mit der Beziehungsgestaltung, um den Trennungsschmerz im Falle eines erneuten Ortswechsels zu verringern, und schirmen sich daher gegenüber anderen ab.